# カチューシャ (曲)
「カチューシャ」（ロシア語: Катюша）はソビエト連邦の時代に流行したロシアの歌曲である。作詞はミハイル・イサコフスキー、作曲はマトヴェイ・ブランテル（Матвей Блантер）。

## 概要
カチューシャという娘が川の岸辺で、出征し国境警備につく恋人を思い歌う姿を描いた歌曲である。カチューシャとはエカテリーナ（Екатерина）の愛称形である。
ソビエト連邦スターリン時代の1938年に作曲された曲である。イサコフスキーは、共産主義を賛美する歌詞を書き、ソヴィエト連邦内で出世していた。ブランテルは労農赤軍のための楽曲を多く作曲し、スターリン賛美の楽曲も制作している。労農赤軍を称えた「ポーリュシカ・ポーレ」と同様、軍歌である。
日本でもいわゆるロシア民謡を代表する一曲として広く知られている。

## 制作背景
この楽曲の制作は、イサコフスキーとブランテルが1938年に出版社の仲介で出逢ったことに端を発する。両者は依頼された新刊雑誌のための歌曲を完成させると、帰路の車中で早くも次の作品への構想を立てた。ブランテルが自身の率いる国立ジャズ・オーケストラのための楽曲制作を持ちかけると、イサコフスキーはその場で自作の詩を暗誦した。ブランテルはその詩を書き留めながら、その時すでにリズムと旋律が頭の中に浮かんでいたという。
当初の歌詞は2番までしか存在せず、カチューシャの恋人が兵士として徴用されていることを示唆する内容はなかった。しかし当時の不穏な世界情勢を反映して、国境警備に当たる若い兵士を故郷の恋人が思い歌うという設定で3番と4番の歌詞が書き足された。こうして完成した「カチューシャ」は、1938年11月27日にワレンチナ・バチシェワ（Валентина Батищева）によってヴィクトル・クヌシェヴィツキー（Виктор Кнушевицкий）の率いるジャズ・オーケストラとの共演で初演された。この初演は好評を博し、アンコールに応じて3度も演奏された。
やがて1941年6月に独ソ戦が開戦すると、従軍する兵士を称える楽曲となって歌われるようになり、代表的な戦時流行歌として定着した。替え歌も多く生まれ、「女性兵士カチューシャ」や「看護兵カチューシャ」など、亜種が多様に歌われるようになった。当時赤軍によって使用された連砲ロケット砲がカチューシャの愛称で呼ばれるようになったのも、この歌の流行による影響だといわれる。最終的には赤軍のロケット砲を称える歌となった。

## ソ連以外での人気
戦後の東西冷戦期には東側諸国にも広まり、現地語に翻訳されたドイツ語版、中国語版、ベトナム語版などが現在でも親しまれている。
当初、枢軸国であったイタリアでは、1943年9月の連合国への無条件降伏後、「カチューシャ」のメロディに独自の歌詞をつけ、パルチザン蜂起を呼び掛ける歌として歌われている。イタリア語の歌詞は、共産主義者の医師で自身もパルチザンであったフェリーチェ・カッショーネによって書かれ、冒頭の句から「風は鳴る Fischia il vento」と呼ばれた。この曲は「さらば恋人よ Bella ciao」と共に最も著名なパルチザン愛唱歌となり、その後、ミルバ、バンダ・バソッティなどが自身のアルバムに収録している。
アメリカでは黒人霊歌歌手のポール・ロブソンがレコーディングしている。またサイケデリック・ロック・バンドのジェファーソン・エアプレインがアルバム『ヴォランティアーズ』でインスト曲として発表した。
日本では、戦後になっていわゆるロシア民謡を代表する一曲として「ともしび」などと共に「うたごえ運動」の中で広く歌われた。1955年に安藤まり子の歌で日本コロムビアから発売された。1956年7月にはダークダックスがシングル「ともしび」のB面として、1961年にはスリー・グレイセスがシングル「山のロザリア」のB面として発売した。1959年の第10回NHK紅白歌合戦では初出場の森繁久彌がこの歌を歌った。現在日本で一般に知られている日本語詞は関鑑子による訳詞（1948年頃）であるが、原詩の軍事色は一切省かれている。なお、『復活』の劇中歌として歌われ、戦前に流行した「カチューシャの唄」はこの楽曲より以前に制作されたもので、一切関連性はない。

### 恋のカザチョック
1968年、フランスでイスラエル人のリカ・ザライ（Rika Zaraï）が、イタリアでドリ・ゲッツィ（Dori Ghezzi）がカチューシャをアレンジした「Casatschok」として楽曲を発表し、日本では「恋のカザチョック」と言う邦題で1969年に日本ビクターから発売された。

## その他
千葉ロッテマリーンズの松本尚樹や西岡剛の応援歌としても使用されていた。また、サッカー日本代表の応援歌としても使用されている。
TVアニメ『ガールズ&パンツァー』の8話では「カチューシャ Sung by カチューシャ&ノンナ」という形でカチューシャ役の金元寿子とノンナ役の上坂すみれが歌っている。ただし海外吹き替え版では著作権の問題から当該部分は削除されている。
ユーロビートアーティストのMad Cowは「Rasputin, Pasternak and Molotov」というリミックス曲をリリースしており、コンピレーションCD『SUPER EUROBEAT VOL.147』に収録されている。

## 書籍
- 山之内重美『黒い瞳から百万本のバラまで ロシア愛唱歌集』東洋書店、2002年 ISBN 978-4885953934
- 『朝日新聞』2009年2月28日土曜版 be on Saturday Entertainment
- 音楽のルーツを辿る旅...ロシア民謡をめぐって：月刊クラシック音楽探偵事務所